# Über kurz oder lang (Roman)
Über kurz oder lang ist ein Jugendbuch von Marie-Aude Murail. Er erschien zunächst in der Originalsprache Französisch unter dem Titel Maité Coiffure und im Jahr 2010 in der deutschen Übersetzung von Tobias Scheffel.

## Inhalt
Der vierzehnjährige Louis Feyrières, Sohn eines Chirurgen, der sich aus dem Waisenhaus hochgearbeitet hat, ist im Gegensatz zu seiner Schwester Floriane, ein eher schwacher und uninteressierter Schüler. Als er ein Praktikum zur Berufsorientierung absolvieren soll, besorgt ihm seine Großmutter einen Platz in einem Frisiersalon, in dem sie seit kurzer Zeit Kundin ist. Der Vater hält das für nicht standesgemäß und möchte den Sohn lieber bei einem Radiosender untergebracht sehen, doch da dort schon Ludovic, der Sohn eines Kollegen, den Louis hasst, sein Praktikum absolviert, besteht Louis darauf, den Vorschlag der Großmutter anzunehmen.
Zu seiner Überraschung findet er sehr schnell Gefallen an der Atmosphäre im Salon und vor allem an der handwerklichen Betätigung. Als die Praktikumswoche zu Ende ist, bittet er, an seinen freien Tagen oder Nachmittagen wiederkommen zu dürfen, und die Chefin des Salons, Madame Marielou, die sich durch Louis immer an ihren bei einem Verkehrsunfall umgekommenen Sohn Etienne erinnert fühlt, gestattet es ihm gerne. Louis muss aber feststellen, dass es ihm unmöglich ist, nach dieser Woche in die Schule zurückzukehren. Er erfindet kurzerhand einen Lehrerstreik, den die Pädagogen an seiner Schule angeblich aus Solidarität mit einem Kollegen angetreten haben, dem vorgeworfen wird, eine Achtklässlerin unsittlich berührt zu werden, und arbeitet weiter im Salon Marielou. Natürlich fliegt diese Eskapade nach kurzer Zeit auf. Louis’ Schuldirektor hat aber ein Einsehen und erkennt die praktische Intelligenz des Jungen. Er sorgt dafür, dass ein Vertrag zwischen der Familie des Jungen und dem Salon abgeschlossen wird, laut dem Louis eine schulbegleitende Ausbildung dort beginnen kann, und macht ihm auch Hoffnungen, dass er nach Absolvierung der neunten Klasse die Schule ganz verlassen und seine Lehre in Vollzeit antreten kann. Das Problem ist nur, dass Louis’ Mutter und Großmutter es nicht gewagt haben, Monsieur Feyrières darüber in Kenntnis zu setzen. Dieser bemerkt aber natürlich bald, dass sein Sohn sich nicht an das Versprechen hält, sich von dem Friseursalon fernzuhalten. Bei einer Begegnung mit Louis gibt er einige provokante Äußerungen von sich, auf die Louis entsprechend antwortet: Sein Vater sei ein Arschloch. Daraufhin wird Louis von seinem Vater im Affekt niedergeboxt, so dass er mit einem Schädelbruch und anderen Verletzungen im Krankenhaus landet, was zu einer Krise zwischen seinen Eltern und schließlich auch dazu führt, dass der Vater nachgibt und zugesteht, dass der Sohn seine Lehre absolvieren darf.
Eine der Angestellten des Salons, Clara, ist mit einem Asozialen liiert, der eines Nachts über das Dach des Nachbarhauses in den Salon Marielou eindringt, die Kasse ausraubt und einen Brand legt. Madame Marielou, die nebenan wohnt, hört verdächtige Geräusche. Seit dem Autounfall, bei dem sie Etienne und ihren Mann verloren hat, ist sie querschnittgelähmt. Bei dem unbedachten Versuch, rasch ihr Bett zu verlassen, stürzt sie und bricht sich einen Arm, kann aber dennoch die Feuerwehr alarmieren und wird gerettet. Im Krankenhaus stellt sich heraus, dass sie an einem Aneurysma leidet, das operiert werden muss. Louis’ Vater soll den Eingriff vornehmen, muss davon aber erst von seinem Sohn überzeugt werden, der ihm erklärt, er werde ihn hassen, wenn er nicht wenigstens den Versuch unternehme, Madame Marielou zu retten. Diese selbst ist nach dem Verlust ihres Geschäfts und den vorangegangenen Schicksalsschlägen bereit, auf die riskante Operation zu verzichten, lässt sich aber ebenfalls durch Louis umstimmen, der erklärt, bei ihr seine Ausbildung machen zu wollen.
Die Operation gelingt, Louis wird als Friseur höchst erfolgreich, übernimmt den Salon Marielou und leitet schließlich eine Kette mit zahlreichen Filialen. Sein Vater spricht nur noch voller Stolz von ihm.

## Rezeption
Das Buch wurde für den Schulunterricht in Deutschland adaptiert, Unterrichtsmaterialien wurden im S. Fischer Verlag und im Krapp & Gutknecht Verlag veröffentlicht.
Robert Schwettmann und Ute Weyand sprachen sich in einer Rezension sehr positiv über Murails Werk aus: „Glaubwürdig und ernsthaft setzt sie sich mit den Tücken der jugendlichen Identitätsfindung auseinander. Zudem versteht sie es, mit viel Witz und Gefühl sowohl die Gedankenwelt des Jugendlichen als auch die Ansichten der Erwachsenen zu schildern.“ In der Südwest Presse war zu lesen: „In dem Buch ist alles drin: Verliebtsein, Vater-Sohn-Beziehung, Szenen einer Ehe, Gewalt, Liebe, sogar der Tod und natürlich – die Welt des Friseursalons mit seinen Kunden, Geschnatter, Düften. Das Allerbeste am Buch ist der Epilog, der Ausblick in die Zukunft: Die Entwicklung von Louis, die Lebensläufe der Leute im Salon – wer da nicht heult, der hat kein Herz.
Ein Buch für alle, denen ein Praktikum bevorsteht, und für jene Eltern, die glauben, nur ein Super-Abi garantiert dem Sprößling eine goldene Zukunft. Nach der Lektüre muss man einfach einen Termin bei seinem Friseur machen“.